# Общество защиты авторских прав в искусстве
Общество защиты авторских прав в искусстве (нем. Verwertungsgesellschaft Bild-Kunst, сокр. VG Bild-Kunst) — организация, созданная в 1968 году в Германии.

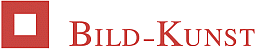
Эмблема общества Verwertungsgesellschaft Bild-Kunst

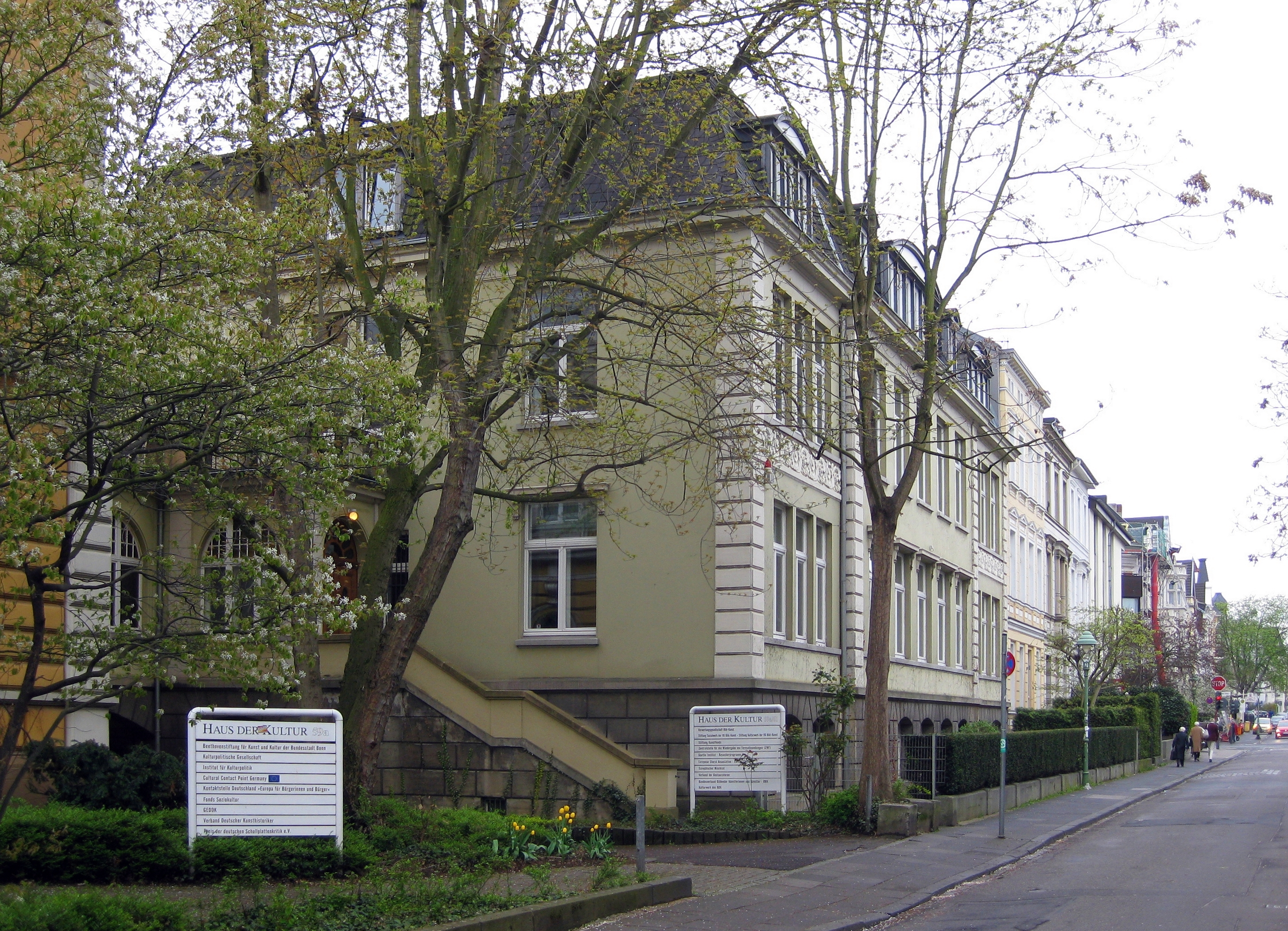
Офис общества VG Bild-Kunst в доме культуры в Бонне (2012)

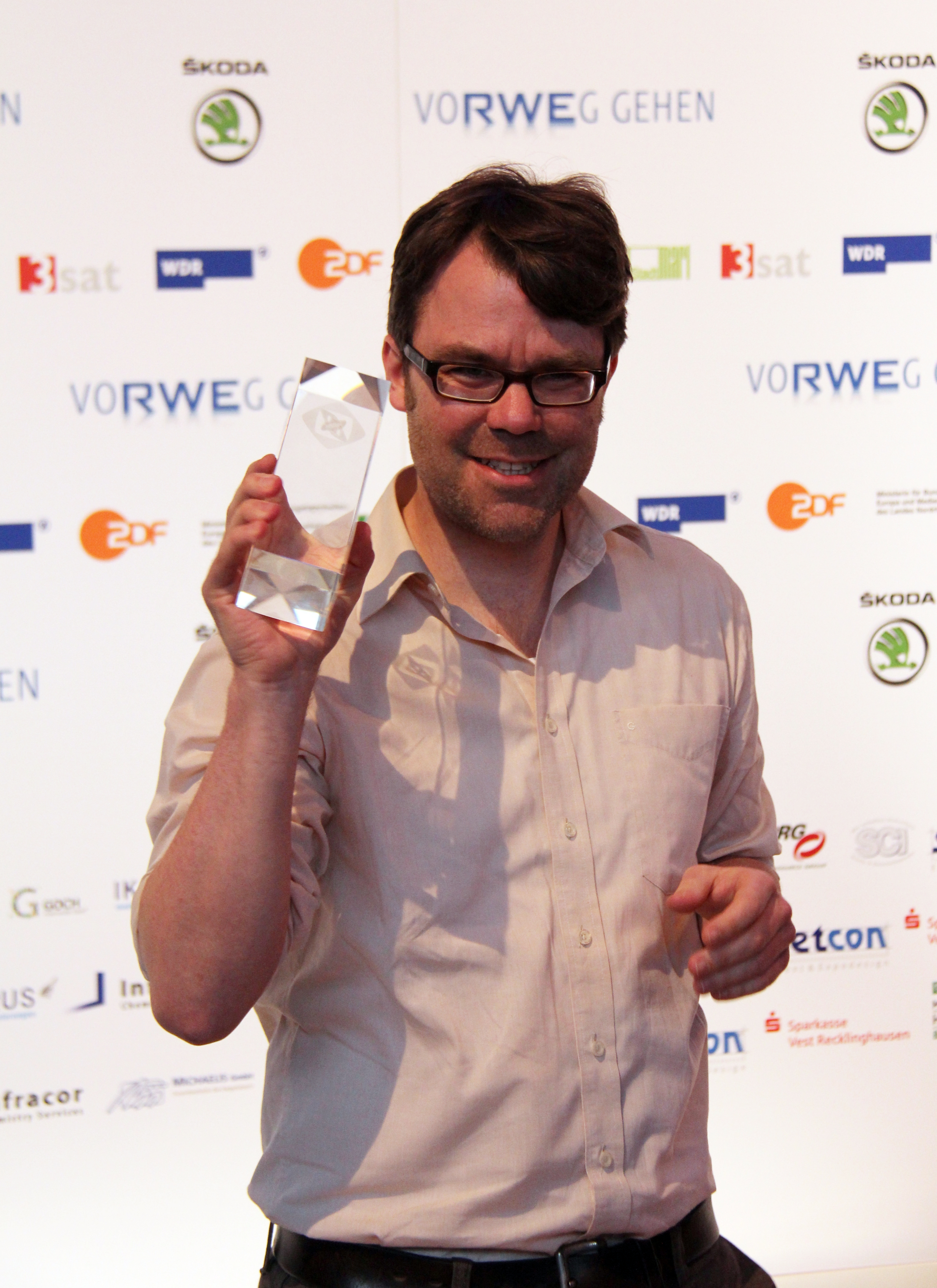
Лауреат премии общества Роберт Тальхайм (Robert Thalheim) (2011)

## Структура
Основной целью работы VG Bild-Kunst является соблюдение прав интеллектуальной собственности правообладателей её в области искусства.
Художники, фотографы, дизайнеры, карикатуристы, фотоагентства, как и производители фильмов, режиссёры, операторы, хореографы представлены этой организацией как целевая группа защиты авторских прав. C 2000 года VG Bild-Kunst на конкурсной основе финансирует проекты в области искусства.
Общество привлекает фотографов, дизайнеров, карикатуристов, газетных карикатуристов, авторов реклам тем, что платит им вознаграждение за копирование их произведений.
Для продюсеров, режиссёров, операторов, редакторов, сценографов, костюмеров и хореографов общество интересно тем, что выплачивает им вознаграждение за пустые ленты, СД, ДВД диски, выплачивают процент от собираемой платы за видеопрокат и компенсации за повторные передачи.
Некоторые архитекторы имеют авторские права на изображения своих произведений, этими правами также занимается общество «защиты авторских прав в искусстве».
Общество занимается правами авторов: на перепродажи произведений, издательскими правами, транслируемыми правами, правами на повторную передачу вознаграждения. Особенностью этого общества является право художника на процент от цены перепродажи его работы. Так как художник может продать оригинал его произведения искусства только один раз, ему не будет позволено на арт — рынке получать дополнительное вознаграждение без участия в этом обществе. В 1992 году общество выплатило в качестве платы за права перепродажи в размере 4,2 миллиона немецких марок.

## Награды общества
Фонд VG Bild-Kunst присуждает гранты фотографам, графическим дизайнерам и поддерживает все основные культурные проекты в области киноиндустрии.
Начиная с 2009 года наградами фонда служат специальные призы в рамках премии Гренми. Награды получали:
|      | Автор                             | Произведение                                            |
| ---- | --------------------------------- | ------------------------------------------------------- |
| 2009 | Suzan Şekerci                     | Djangos Erben                                           |
| 2010 | Astrid Schult                     | Der innere Krieg                                        |
| 2011 | Роберт Тальхайм (Robert Thalheim) | Фильм «И вот пришли туристы» (Am Ende kommen Touristen) |
| 2012 | Brigitte Maria Bertele            | Фильм «Огонь» (Der Brand) (2011)                        |
| 2013 | Jan Schomburg                     | Über uns das All                                        |
| 2014 | Alexa Karolinski                  | Oma & Bella                                             |

Фонд предоставляет художникам, фотографам, дизайнерам и кинематографистам финансовую поддержку в чрезвычайных ситуациях, в случае получения профессиональной инвалидности и по старости.